# Lap steel guitar

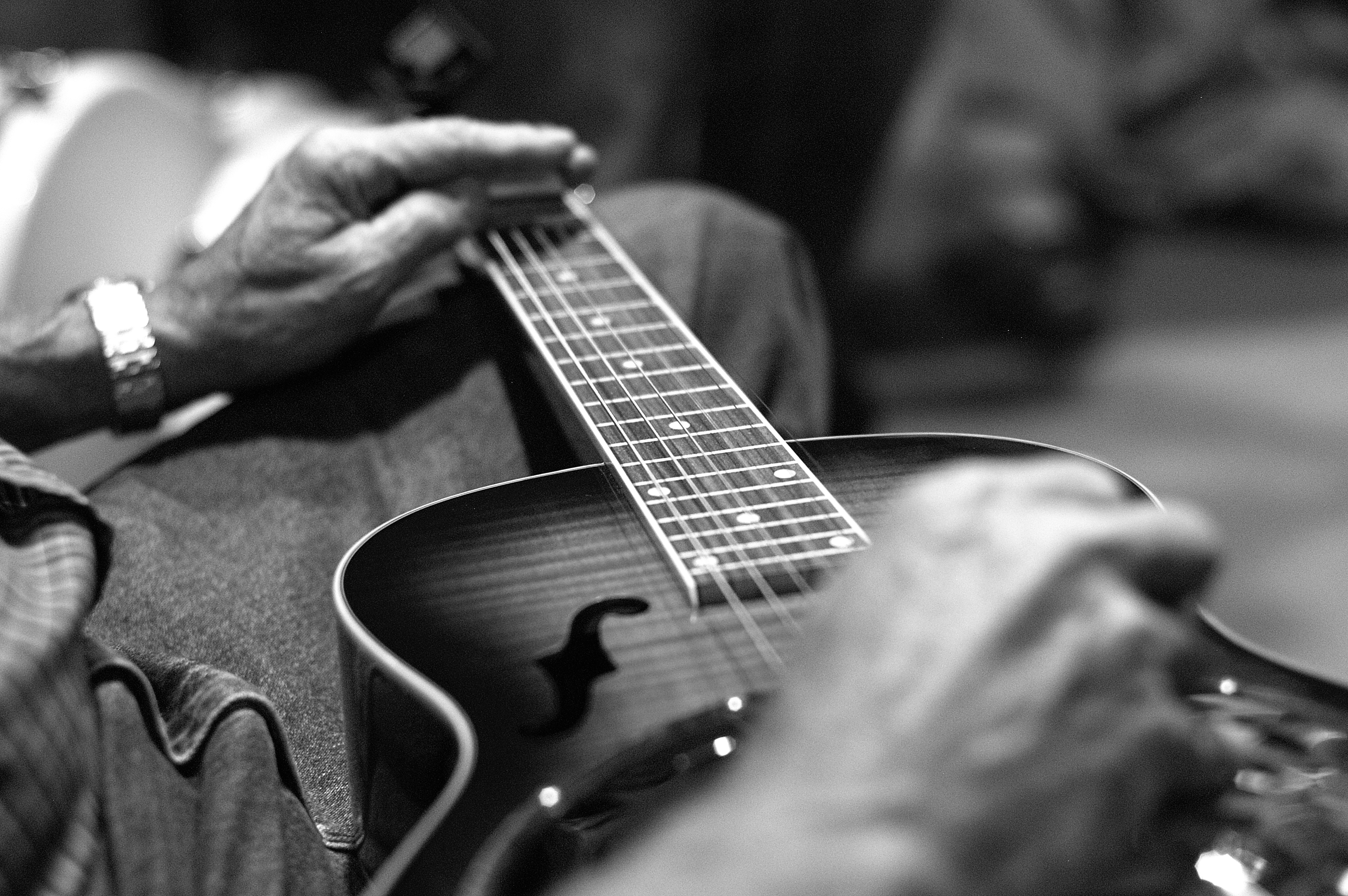
Guitariste jouant en lap steel sur une « steel » guitar à caisse en bois, modèle acoustique couramment utilisé à cet effet.

L'expression anglophone lap steel guitar (traduisible littéralement par « guitare jouée avec une steel bar à [poser sur les] genoux ») désigne soit une forme de guitare électrique, dérivée de ses deux cousines acoustiques, la steel guitar ou Dobro (terme venant de la marque des Dopyera brothers, considérés comme les inventeurs de ce type d'instruments, il serait plus approprié de dire guitare à résonateur ou résophonique), guitare acoustique à caisse faite, toute ou pour partie, en acier, et équipée de résonateurs, et la guitare hawaïenne, soit, plus simplement, une façon particulière de jouer de la steel guitar ou de la guitare électrique traditionnelle, posée à plat sur les genoux plutôt que jouée parallèle au corps, comme une guitare traditionnelle.
L'instrument en tant que tel, dénommé lap steel guitar, partage pour sa part de nombreuses caractéristiques avec sa version montée sur un châssis à pieds et équipée de pédales de contrôle de hauteur des notes, la pedal steel guitar, tant dans sa forme générale que dans la façon d'en jouer.

## Lelap steelcomme style de jeu

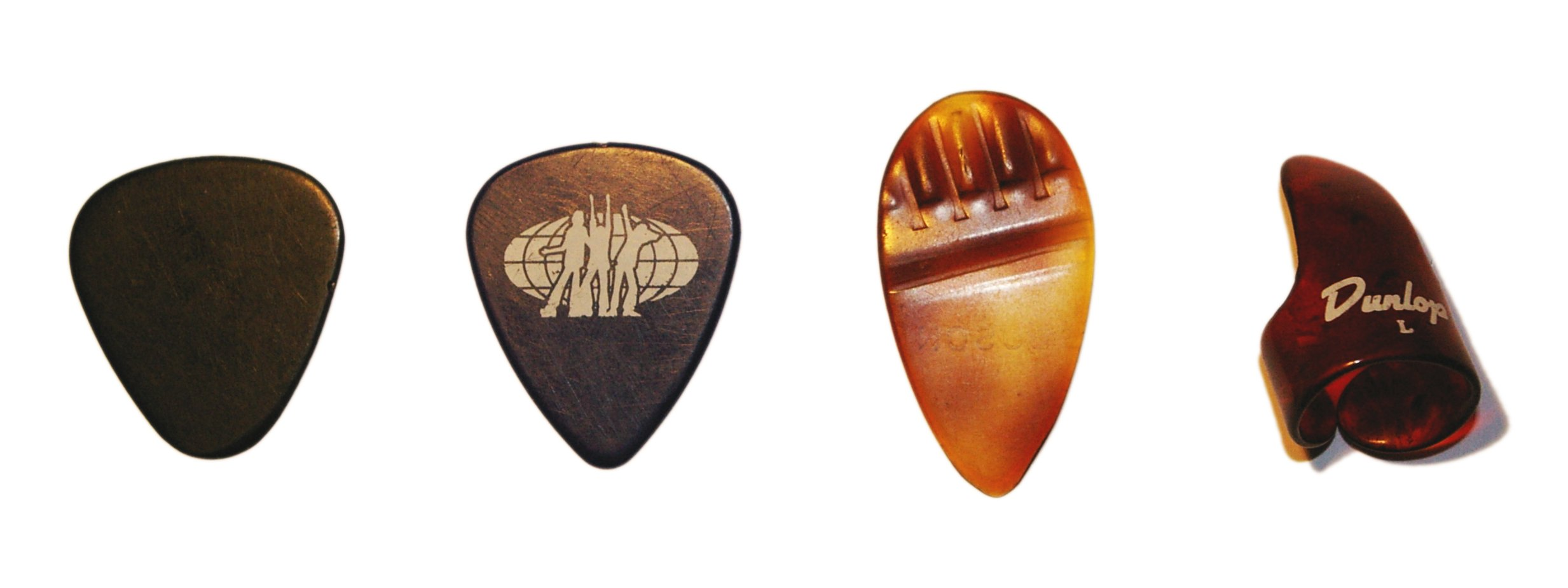
Sur la gauche de l'image, trois médiators traditionnels. À droite, un onglet.

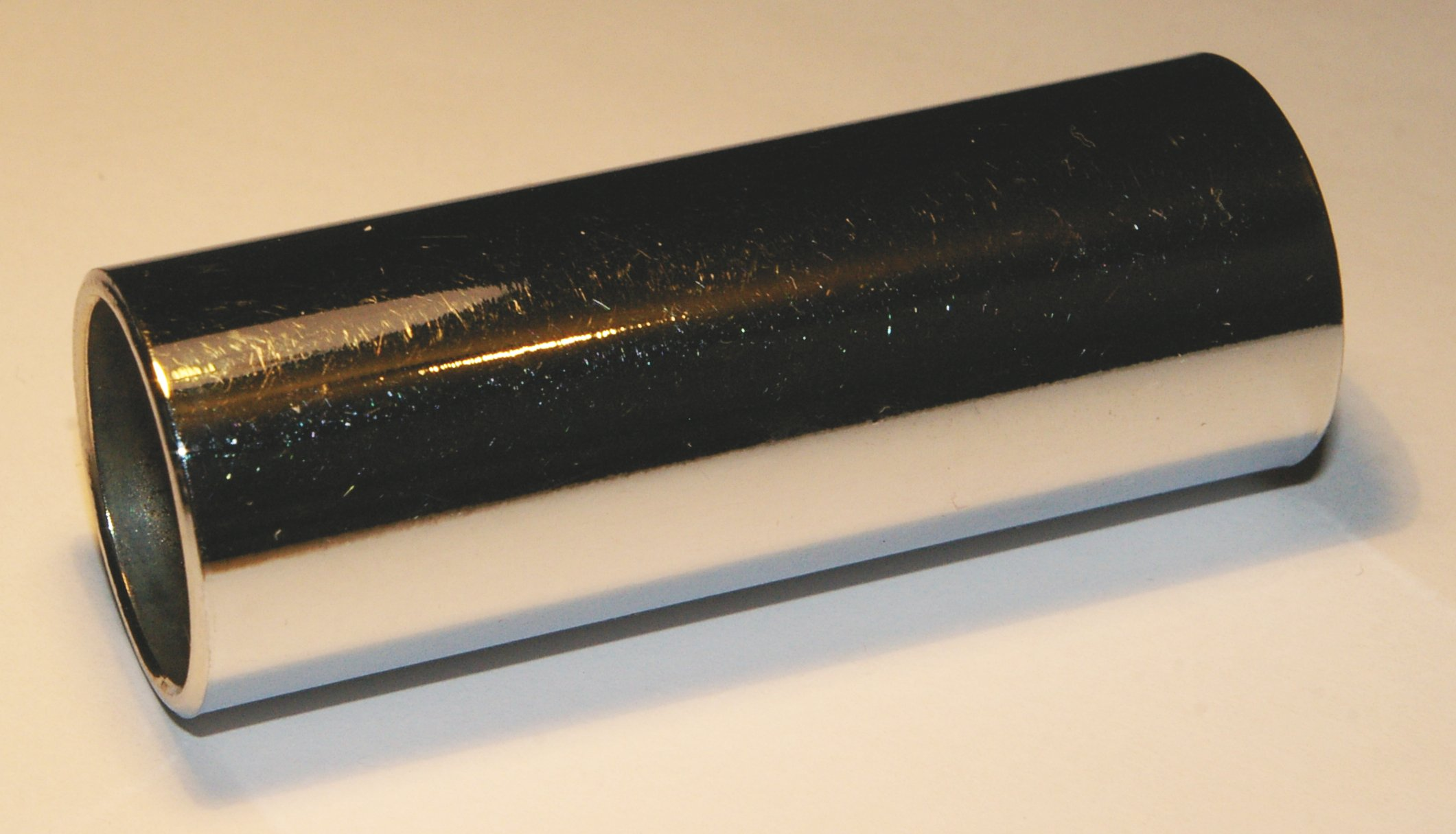
Un bottleneck en acier.

Lorsque l'expression se rapporte au style de jeu, elle désigne le fait d'utiliser une guitare comme une solid body (guitare électrique dépourvue de caisse de résonance et nécessitant une amplification), une guitare folk ou encore une guitare à résonateur de type Dobro à plat sur les genoux et en utilisant plusieurs accessoires se distinguant du jeu de guitare traditionnel.
L'instrumentiste utilise un bottleneck de la main qui normalement forme les accords sur le manche de la guitare, qui sera la main gauche dans le cas le plus répandu d'un utilisateur droitier. En faisant glisser cette pièce de verre ou de métal tenue du bout des doigts, le guitariste l'utilise comme un sillet mobile et fait varier la hauteur des notes produites.
La main qui pince les cordes, généralement la droite, est équipée d'un ou plusieurs onglets, des plectres en bois, plastique ou métal qui se glissent autour du doigt et se terminent en forme d'ongle légèrement replié vers l'intérieur de la main. L'utilisation d'onglets permet de pincer les cordes avec précision et finesse.

## Lalap steel guitarcomme instrument

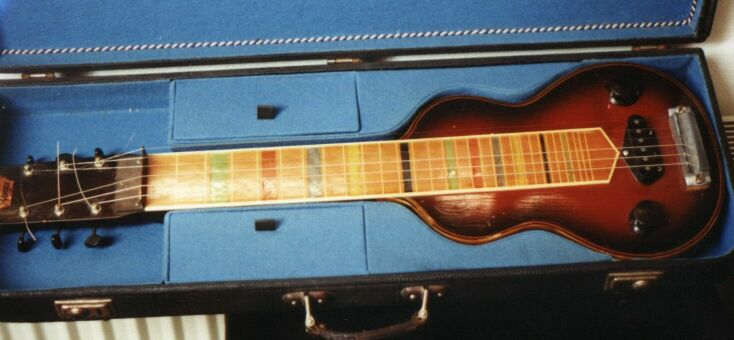
Une lap steel guitar de marque Roger, qui se caractérise par la présence d'un corps.

Le steel (« acier ») toujours associé au nom de ce style de jeu et aux guitares conçues à cet effet provient du fait que les premières guitares régulièrement utilisées pour le jeu à plat étaient les modèles de type Dobro, à caisse métallique, équipée de résonnateur. De nos jours, de nombreuses guitares spécialement conçues pour le jeu à plat sont des modèles électriques, parfois presque totalement dépourvues de corps : ce dernier se limite à une courte extension du manche de la guitare et sert de support à un ou plusieurs microphones. Ce type de guitare est généralement équipé de six cordes, mais certains modèles spéciaux en comportent plus.
L'expression lap steel guitar appliquée à l'instrument désigne actuellement ce genre particulier de guitares électriques, les modèles acoustiques en acier, de forme traditionnelle et disposant d'une caisse de résonance étant pour leur part appelés steel guitars. Le chaturangui, la guitare slide indienne, est née à Calcutta dans le cœur et les mains de Debashish Bhattacharya. Il est lui-même l’élève de Pandit Brij Bhushan Kabra, un des premiers musiciens à adapter la guitare occidentale à la musique indienne. Avec la présence dans les années trente d’une famille de musiciens hawaïens alors en tournée à Calcutta, la Tao Moe Family, la lap steel guitare et la technique du slide (une barre en métal glissant sur les cordes) fait son apparition en Inde.
Comme les guitares électriques de forme traditionnelle, les lap steel guitars comportent une sortie pour amplification et un potentiomètre de contrôle du volume. Habituellement mais pas systématiquement, on trouve aussi un ou plusieurs réglages de tonalité (en fonction du nombre de microphones présents), permettant de jouer sur l'intensité des fréquences graves ou aigües produites.